# Georgetown, Maryland
Georgetown är en ort i Kent County i delstaten Maryland, USA.